# ジャッカパン・ポーンサイ
ジャッカパン・ポーンサイ（タイ語: จักรพันธ์ พรใส、1987年3月28日 - ）は、タイ王国のサッカー選手。元タイ王国代表。ポジションはMF。ウインガー。

## クラブ歴

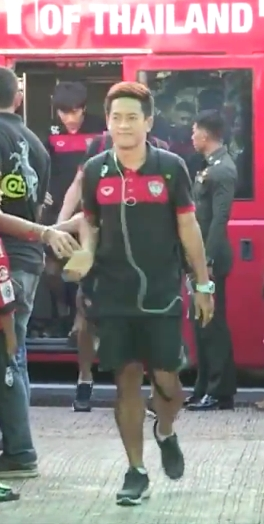
2013年、ムアントン・ユナイテッドFC時代のポーンサイ

2009年にポリス・ユナイテッドFCで選手となり、2011年にムアントン・ユナイテッドFCに移籍した。ムアントン・ユナイテッドではタイ・プレミアリーグ2012を制覇した。これによって出場権を獲得したAFCチャンピオンズリーグ2013ではグループFに割り当てられ、同組の浦和レッズと対戦した。このクラブに3年在籍して9得点であった。
2014年には3年契約でスパンブリーFCに移籍。スパンブリーでの初シーズンはリーグで26試合4得点の結果を残した。翌シーズンは13得点14アシストと大活躍しクラブもタイ・プレミアリーグ2015を3位で終える活躍をした。出だしの5試合で4得点を挙げた彼は、2015年2月のタイ・プレミアリーグ月間最優秀選手に選ばれた。シーズン終了後にはGoal.com選定のタイ・プレミアリーグ年間ベストイレブンにも選出された。
2014年オフに湘南ベルマーレの馬入での練習に参加し練習試合でPKを決め、当時のチョウキジェ監督が獲得に乗り出すもスパンブリー側がオファーを拒否して、Jリーグトライアウトにも参加予定であったがクラブ側から帰国命令が出たためやむなくタイに帰国した。
2016年はバンコク・グラスFCに移籍、同シーズン13試合に出場し2得点。
その後ラチャブリー、バンコクユナイテッド、アユタヤユナイテッド（コーチ兼任）、チェンマイFC（コーチ兼任）に移籍している。
私生活では妻と一女の父。
ニックネームはBALL（ボール）。
リーソーことティーラテップ・ウィノータイとは大の親友（バンコクユナイテッドでは共にプレーした）であり、他にはバンコクグラスのチームメイトのベンツことピーラポン・ピチチョティラットとも仲が良く、シェリル・シャプイとはチェンマイFCでチームメイトとなった。
音楽はBodyslamの大ファンで個人的にも友好を深めている。他、SDFのメンバーとも仲が良い。
2011年頃から親日家であり、日本サッカーにも詳しい。
柿谷曜一朗選手の大ファンであり、バンコクグラスの堺キャンプでの練習試合で対戦し、その後2021年のACLグループリーグのラチャブリー対名古屋グランパスで公式戦で対戦し、試合後バンコクグラスの練習試合で対戦したことを柿谷選手本人に聞いたところ覚えてくれていた、と非常に喜んでおり、交換してもらったユニフォームをプライベートでも愛用してInstagramのストーリーなどに載せている。
他、10年来の友人に日本人医師のインフルエンサーである魔法使医（旧Twitterやm3.comなどで活動していたインフルエンサー）もいる。湘南ベルマーレの練習参加時は魔法使医が送り迎えなどをしていた。

## 代表歴
2011年7月14日のミャンマー代表との親善試合で代表初出場、この試合で代表初得点も飾った。その後、2012 AFFスズキカップのメンバーにも選出され、フィリピン代表から1得点を奪った。2015年5月にはベトナム代表との2018 FIFAワールドカップ・アジア2次予選に挑むメンバーに招集された。

## 個人成績
2016年3月27日現在
| 年           | 出場         | 得点         |
| タイ王国代表 | タイ王国代表 | タイ王国代表 |
| ------------ | ------------ | ------------ |
| 2011         | 2            | 1            |
| 2012         | 8            | 1            |
| 2013         | 3            | 0            |
| 2014         | 1            | 0            |
| 2015         | 4            | 1            |
| 計           | 18           | 3            |

代表での得点一覧
| #  | 日附           | 場所                                         | 対戦相手   | 得点 | 結果 | 大会                 |
| -- | -------------- | -------------------------------------------- | ---------- | ---- | ---- | -------------------- |
| 1. | 2011年7月14日  | ブリーラム県ニュー・アイモバイル・スタジアム | ミャンマー | 1–0  | 1–1  | 親善試合             |
| 2. | 2012年11月24日 | バンコク・ラジャマンガラ・スタジアム         | フィリピン | 1–0  | 2–1  | 2012 AFFスズキカップ |
| 3. | 2015年6月6日   | バンコク・ラジャマンガラ・スタジアム         | バーレーン | 1–0  | 1–1  | 親善試合             |

## タイトル

### クラブ
ムアントン・ユナイテッドFC
- タイ・プレミアリーグ : 2012

### 個人
- タイ・プレミアリーグ月間最優秀選手: 2015年2月[2]
- Goal.com選定タイ・プレミアリーグ年間ベストイレブン: 2015